# Пінський район
Пінський район (Пинський район, біл. Пінскі раён) — адміністративно-територіальна одиниця у складі Берестейської області Білорусі. Адміністративний центр — місто Пінськ. Утворений 1940 року. Площа — 3,2 тис. км².
Повністю належить до української етнічної території та є частиною Берестейщини.

## Географія
На території району міститься 11 родовищ будівельного піску, 2 родовища крейди. 45,3 % площі району охоплюють господарські угіддя, 32 % — ліси.

### Адміністративно-територіальний устрій
Адміністративно-територіальний устрій району:
- Березовецька сільська рада
  - село Березовичі
  - село Богушево
  - село Вижловичі
  - село Новий Дворець
  - село Понятичі
  - село Тепенець
- Боричевицька сільська рада
  - село Бижеревичі
  - село Боричевичі
  - село Вуйвичі
  - село Гривковичі
  - село Лозичі
  - село Мисятичі
  - село Тирвовичі
  - село Шоломичі
- Бобриківська сільська рада
  - село Бобрик
  - село Доброславка
  - село Забереззя
  - село Конотоп
  - село Липники
  - село Мала Плотниця
  - село Плоскинь
  - село Теребень
  - село Чамля
- Валищенська сільська рада
  - село Валище
  - село Вулька-Лавська
  - село Клетна
  - село Озаричі
  - село Соколовка
  - село Хворосно
- Городищенська сільська рада
  - село Вулька-Городищенська
  - село Високе
  - селище Городище
  - село Городище
  - селище Гряди
  - село Заозер'я
  - село Клин
  - село Кривичі
  - село Купятичі
  - село Почапово
  - село Сушицьк
- Дубойська сільська рада
  - село Беркози
  - село Дубе
  - село Кончиці
  - село Перехресття
  - село Стаховичі
- Загородська сільська рада
  - село Борки
  - село Камень
  - село Кругле
  - село Погост-Загородський
- Калауровицька сільська рада
  - село Гольці
  - село Каллауровичі
  - село Качановичі
  - село Кудричі
  - село Особовичі
  - село Площево
  - село Поросці
- Ласицька сільська рада
  - село Борки
  - село Вешня
  - село Жолкино
  - село Ладорож
  - село Ласицьк
  - село Остров
  - село Паре
  - село Трушево
- Лищанська сільська рада
  - село Заборовці
  - село Лище
  - село Павлиново
  - село Пучини
  - село Юзефини
- Логишинська сільська рада
  - село Іванисовка
  - село Ковнятин
  - село Мокра Дуброва
  - село Тростянка
  - село Шпановки
- Лопатинська сільська рада
  - село Болгари
  - село Колби
  - село Конюхи
  - село Курадово
  - село Лемешевичі
  - село Лопатино
  - село Морозовичі
  - село Полхово
  - село Теребень
  - село Тупчиці
  - село Хляби
  - село Христиболовичі
  - село Чорново-1
  - село Чорново-2
- Мерчицька сільська рада
  - село Бастичі
  - село Велесниця
  - село Лисятичі
  - село Масевичі
  - село Мерчиці
  - село Рудка
  - село Синин
  - село Твердовка
- Молотковицька сільська рада
  - село Велика Вулька
  - село Домашиці
  - село Жабчиці
  - село Житновичі
  - село Залісся
  - село Ізин
  - село Молотковичі
  - селище Садовий
  - село Чернієвичі
- Новодвірська сільська рада
  - село Ботово
  - село Вяз
  - село Новий Двор
  - село Стошани
  - село Чухово
- Осніжицька сільська рада
  - село Бояри
  - село Галево
  - село Добра Воля
  - селище Дружний
  - село Запілля
  - село Любель
  - село Любель-Поль
  - село Оснежиці
  - село Посеничі
- Охівська сільська рада
  - село Бердуни
  - село Великий Холожин
  - село Ганьковичі
  - село Гончари
  - село Колодієвичі
  - село Кошевичі
  - село Малий Холожин
  - село Охово
  - село Полторановичі
  - село Торгошиці
  - село Тулятин
- Парохонська сільська рада
  - село Березці
  - село Вилази
  - село Молодельчиці
  - село Осниця
  - село Островичі
  - село Парохонськ
  - село Селище
- Пінковицька сільська рада
  - село Вишевичі
  - село Пінковичі
- Пліщицька сільська рада
  - село Великі Дворці
  - село Велятичі
  - село Горново
  - село Завидчиці
  - село Іваники
  - село Кнубово
  - село Красово
  - село Криве Село
  - село Лосичі
  - село Малі Дворці
  - село Малі Диковичі
  - село Местковичі
  - село Пліщиці
  - село Сачковичі
  - село Сернички
  - село Ститичево
- Поріцька сільська рада
  - село Ольшанка
  - село Поріччя
  - село Тобулки
  - село Чемерин
- Сошненська сільська рада
  - село Бокиничі
  - село Дубновичі
  - село Єрмаки
  - село Сошно
  - село Староселля
- Ставоцька сільська рада
  - село Красієво
  - село Кривчиці
  - село Новоселля
  - село Подболоття
  - село Рудавин
  - село Ставок
  - село Ченчиці
- Хойнівська сільська рада
  - село Великі Диковичі
  - село Жидче
  - село Мала Вулька
  - село Невель
  - село Семеховичі
  - село Стайки
  - село Хойно

Колишні сільські ради:
- Лемешевицька сільська рада (ліквідована 17 вересня 2013[5])

## Історія
Район утворений 1940 року. Під час Другої світової війни та післявоєнної української збройної боротьби проти радянської окупаційної влади район належав до Пинського надрайону («Степ») Берестейського окружного проводу ОУН. 1954 року до складу Пинського району включені територія та населені пункти ліквідованих Жабчицького та Логишинського районів.

## Населення
За переписом населення Білорусі 2009 року чисельність населення району становило 51 997 осіб.

### Національність
Розподіл населення за рідною національністю за даними перепису 2009 року:
| Національність                | Осіб  | Відсоток |
| ----------------------------- | ----- | -------- |
| білоруси                      | 47962 | 92,24 %  |
| росіяни                       | 1375  | 2,64 %   |
| українці                      | 1351  | 2,60 %   |
| поляки                        | 840   | 1,62 %   |
| національність не вказана     | 308   | 0,59 %   |
| молдовани                     | 21    | 0,04 %   |
| азербайджанці                 | 20    | 0,04 %   |
| дві та більше національності  | 15    | 0,03 %   |
| вірмени                       | 13    | 0,03 %   |
| німці                         | 12    | 0,02 %   |
| національність не повідомлена | 12    | 0,02 %   |
| татари                        | 9     | 0,02 %   |
| литовці                       | 9     | 0,02 %   |
| казахи                        | 9     | 0,02 %   |
| інші                          | 41    | 0,08 %   |
| Разом                         | 51997 | 100 %    |

## Відомі особистості
У районі народились:
- Зофія Хоментовська (1902—1991) — одна з найактивніших польських жінок-фотографів міжвоєнного періоду.
- Кобець Марія Володимирівна (* 1974) — білоруська поетеса, журналіст, перекладач (с. Валище).